# Castrum de Cazals
Le castrum de Cazals est situé sur la commune de Cazals, dans le département du Lot.

## Historique
Cazals a eu trois pôles de développement successifs. Au Xe siècle, un premier pôle s'implante autour du sanctuaire Notre-Dame de Ginolhac, au sud-ouest du bourg. Puis, les seigneurs de Gourdon construisirent un château pour contrôler les voies antiques Cahors-Villefranche-de-Rouergue vers la basse vallée du ruisseau de la Masse, et la route menant à Gourdon. Le château est construit sur un plateau. La ville va se développer au pied du château quand les seigneurs de Gourdon promirent leur protection aux habitants contre des rentes. Le fort, la ville et les barris vont constituer un cazali. Le troisième pôle est le Mercadial, la grande place des foires de la bastide de Montolza fondée au pied du castrum en 1319 par le sénéchal du roi d'Angleterre, Guillaume de Tolza. La baylie de Cazals avait été cédée en 1287 au roi d'Angleterre par Philippe le Bel.
Le castrum de Cazals est attesté en 1196 quand il est cité dans le traité de Gaillon à la suite du conflit entre le roi de France et le roi d'Angleterre Richard Cœur de lion : À l'égard de Fortanier de Gourdon, il demeurera arrêté que si nous pouvons prouver par le serment  de vingt ou trente prud'hommes que nous avons gardé pendant un an et un jour et plus les châteaux de Peyrilles et de Cazals et que nous les ayons donnés au susdit Fortanier, s'il nous plaît de les avoir, notre seigneur le Roi de France ne s'y opposera.
À cette époque, la seigneurie est partagée entre les Cazals, les Guerre et les Bonafos. Pendant la croisade contre les cathares, les Bonafos prirent le parti du comte de Toulouse et certains devinrent cathares. Simon de Montfort confisqua les biens des Bonafos et des Pestilhac, alliés des Guerre, en représailles. Il s'empara du château de Cazals. À sa mort, son fils hérita du château mais ayant dû renoncer à son héritage, Cazals devint une possession du roi de France. Le Quercy devait devenir une possession du roi d'Angleterre par le traité de Paris de 1259 mais Cazals avait été cédé à Alphonse de Poitiers, comte de Toulouse. À sa mort, en 1271, Cazals était revenu dans le domaine royal. L'application du traité de Paris n'a finalement été respecté par le roi de France qu'en 1285 pour les terres qui avaient été des possessions d'Alphonse de Poitiers. Ce dernier a reçu en 1259 l'hommage de ses vassaux de la baylie comtale de Cazals, Guillaume de Guerre, fils d'Amalvin de Pestilhac et baron de la seigneurie de Mechmont, de Matfred de Cazals pour tout ce qu'il possède dans les châteaux de Cazals et de Pestilhac. La part des Bonafos est une nouvelle fois saisie. En 1270, les biens qui ont appartenu à Amalvin de Pestilhac, dit Bonafos sont occupés par les La Roque, auxquels succèdent les Fumel puis les Salas.
Lors de l'assignation de 1287, quand le roi de France cède la haute justice à Cazals au roi d'Angleterre, le document permet de définir le domaine de la châtellenie de Cazals qui comprend alors les paroisses de Notre-Dame de Ginolhac, Marminiac, Gindou, Montcléra et Luziers (aujourd'hui, partie de Salviac).
Pendant la guerre de Cent Ans, Cazals a vu passer les armées avec leurs destructions. Entre 1287 et 1327, le roi d'Angleterre s'est substitué dans l'exercice des prérogatives du roi de France. En 1355, ce sont les soudards du prince de Galles aidé par des seigneurs des environs, dont Benoît de Jean, seigneur des Junies. Son fils, Philippe de Jean, transforma Cazals en fort anglais. Cette situation a duré jusqu'en 1442.
Cazals sort de la guerre en ruine. En 1350, le roi de France a saisi les biens des Cazals. À la fin de la guerre de Cent Ans, les héritiers des Cazals sont les Gourdon-Thémines puis les Salignac et les Gontaud-Saint-Geniès. Ces derniers possédaient dans le castrum une tour, la chapelle castrale et un quartier du castrum appelé barri Saint-Geniès. Les seigneurs font venir des familles du Limousin et d'Auvergne pour repeupler la ville.
En 1460, la tour que possédait les Guerre dans le castrum est en ruine. Les Vielcastel, branche de la famille de Salviac originaire de Marminiac, vont faire reconstruire du château actuel à l'emplacement de cette tour. Leur devise est : Quam vetus est castrum origo, qu'on peut traduire par Si vieux est ce castel qu'on n'en sait l'origine. D'autres familles ont fait construire des ostals.
En 1544, Pons de Salviac de Vielcastel se marie avec Françoise de Valon, une riche héritière qui permet d'améliorer le château.
À partir du milieu du XVIe siècle, la communauté protestante va augmenter et va exacerber les conflits religieux et entraîner de nouvelles destructions. Les Vielcastel sont restés catholiques et fidèles au roi de France.
Au XVIIe siècle, les Vielcastel sont les principaux seigneurs du castrum où ils possèdent le château et plusieurs maisons.
Le 2 janvier 1616, Henri de Bourbon, prince de Condé, donna à Jean de Salviac de Vielcastel, marié à Anne de Maleville, fils de Donnat Ier de Salviac de Vielcastel, une commission de mestre de camp d'un régiment de mille hommes de pied avant de mourir en 1619.
Le mariage de Donnat II de Salviac de Vielcastel, fils de Jean de Salviac de Vielcastel, baron de Verdun, avec Béraude Chaunac de Lanzac, en 1627, va apporter une dot de 17 800 livres permettant de réaliser les peintures  du plafond à la française du château.
Charles de Salviac, baron de Vielcastel, né en 1766, page du roi en 1781 jusqu'en 1784. Il émigre avec quatre de ses frères en 1791 et participe à la campagne de 1792 dans l'armée des Princes. Il est de retour en France en 1793, arrêté, il est finalement libéré. Il n'est plus propriétaire du château de Cazals depuis 1794 qu'il a vendu à un notaire. Il a été chambellan de l'impératrice Joséphine. En 1814, il a été nommé colonel de la garde nationale de Versailles puis colonel chef d'état-major jusqu'en 1818. Il s'est rendu à Fontainebleau pour saluer Napoléon avant son départ en exil. En 1814 et 1815, ses services à la cause royale et à la ville de Versailles pendant les invasions des armées étrangères lui ont valu des décorations de l'ordre de l'Aigle rouge par le roi de Prusse, l'ordre du Mérite par le roi de Bavière et la croix de Saint-Louis par Louis XVIII.
Le château a connu ensuite différents propriétaires. Il a été racheté en 1972 par des propriétaires qui le restaurent. En 2008, le castrum a été racheté par un couple hollandais, Renée et Guillaume Oosterhof, qui ont le projet de le mettre en valeur,.
L'ensemble défensif du castrum a été inscrit au titre des monuments historiques le 16 juin 1994.

## Description
L'ancien castrum de Cazals correspond à l'actuel quartier dit du "Haut-Cazals".
Ce castrum se décomposait en deux parties distinctes, le fort et la ville. Le fort correspondait à peu près à l'actuel château. Le fort était isolé de la ville par un fossé.
Le château de Cazals occupe un terre-plein terrassé quadrangulaire, de 80 m de côté environ. Actuellement, le château se compose d'un logis en équerre dont les ailes se soudent sur un pavillon carré.
Tout autour, une enceinte vaguement bastionnée, comprend une fausse braie et plusieurs niveaux de terrasses. Une partie importante de ces murs a été restaurée au XIXe siècle, mais certains tronçons remontent au XVIe ou au XVIIe siècle.
D'importants vestiges du castrum médiéval existent encore :
- l'ancienne chapelle castrale Saint-Martin,
- les vestiges de constructions antérieures.
Ces constructions peuvent être repérées par la qualité et l'épaisseur de leurs maçonneries :
- les vestiges de l'ancienne « maison de Guerre », du nom de ses possesseurs, à la base de l'actuel pavillon du château,
- une seconde construction quadrangulaire dite « tour de La Roque » ou de Ruppe dans l'angle ouest de l'enceinte,
- un troisième bâtiment quadrangulaire, peut-être la « tour de La Marca », était implanté à l'opposé, à l'angle est de l'enceinte.
D'autres « ostals » étaient implantés dans le fort. Une tour appartenant aux Gourdon était également implantée dans le fort, à proximité de la chapelle Saint-Martin et du puits.
Le quartier de la « ville » était entouré d'une clôture faite par des maisons médiévales. En contrebas de l'ancienne tour des Gourdon, les Gontaud-Saint-Geniès avaient établi à la fin du XVe siècle un hôtel noble qui était le centre de leur fief qui comprenait bourg et barri. Des vestiges d'une construction médiévale sont attenants à la maison noble de Saint-Geniès. Trois autres maisons fortes au moins, implantées sur les limites de l'enceinte de la ville sont encore repérables. L'une d'elles était appelée « Castel-Rougié ». Les deux autres sont incluses dans l'ancien presbytère ou « Caminade ».